# Carta de franqueses de 1241

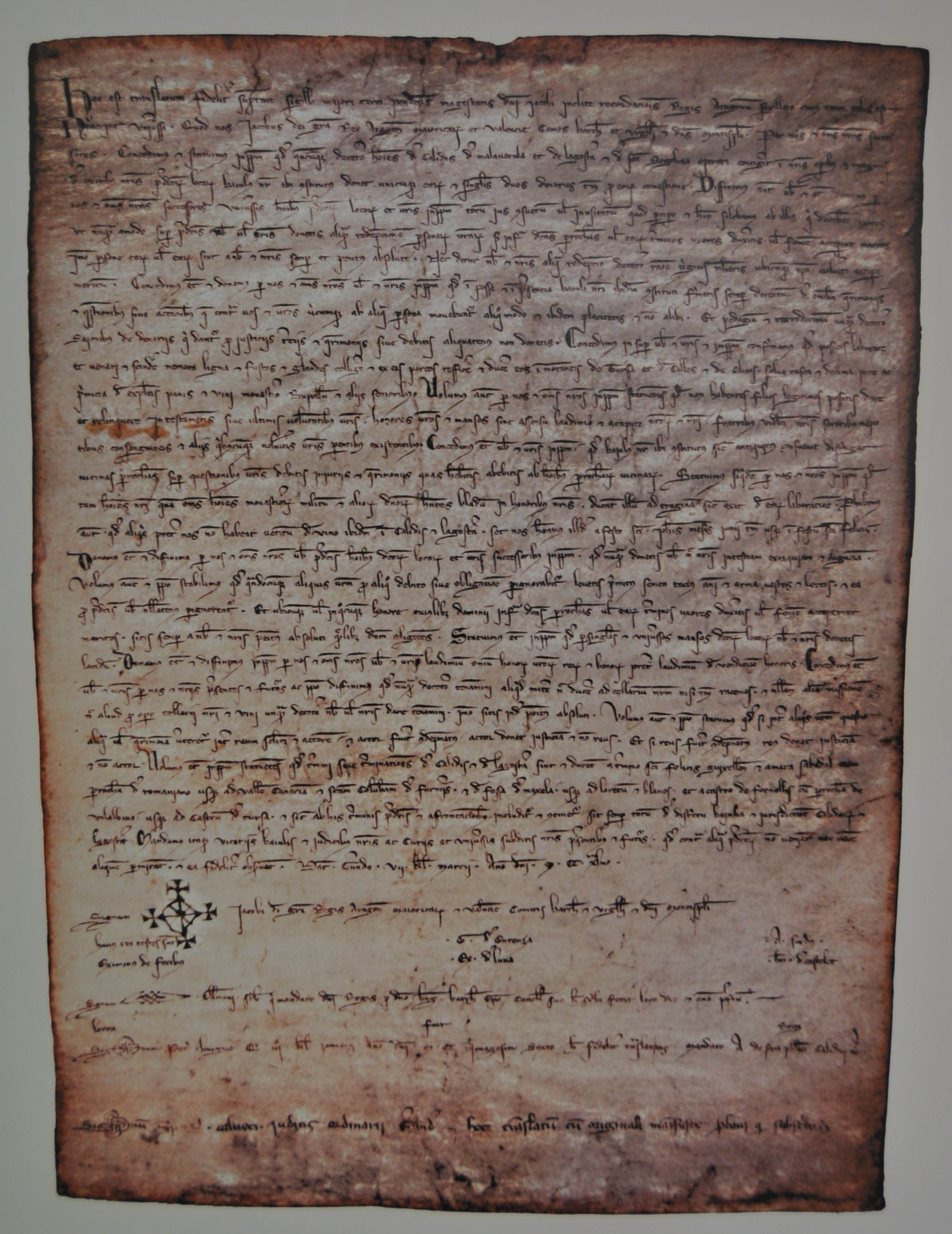
Carta de franqueses de 1241, en una imatge presa de la reproducció que hi ha a Can Caciques de Llagostera

La Carta de franqueses de 1241 és un privilegi que el rei Jaume I atorgà a favor dels "homes de Caldes de Malavella, Llagostera i Santa Seclina" on es regulaven prestacions de la servitud, el funcionament de la justícia, els drets dels qui treballaven la terra i enumerava les pressogatives de què gaudirien els veïns. Fou un dels referents jurídics bàsics de la vida de Llagostera durant la resta del període medieval i fins a principis del segle xix. L'objectiu era incrementar el poder de la monarquia en una zona molt feudalitzada, limitar el poder feudal i potenciar alguns municipis com a nuclis demogràfics i econòmics.

## Contingut
S'hi regulaven prestacions derivades o lligades a la servitud. S'haurien de pagar 2 diners per les obres i el transport del blat o el raïm del sobirà, la remença que s'havia de pagar per sortir de la senyoria no s'hauria de pagar entre els tres pobles.
Pel que fa al funcionament de la justícia, es garantia que els plets i queixes contra els veïns la veurien els oficials reials locals. Als morosos primer se'ls agafarien els grans destinats a la llavor i després les armes, els vestits i els llits. Només hauria de pagar les despeses processals qui perdia una denúncia, tant si l'hagués presentat ell com si no.
Pel que fa als drets dels qui treballaven la terra o vivien als habitatges del domini del monarca podien legar els béns als seus fills o a alatres parents sense haver de pagar res al senyor. En cas de venda de l'immoble només s'hauria de pagar el lluïsme, que acostumava a ser una tercera part del preu de venda.
També s'enumeraven diversos drets dels veïns de les tres parròquies. Podien aprofitar els recursos forestals de les muntanyes de Tossa, Caulers i Solius. Es garantia el monopoli de la venda del vi als senyors durant unes setmanes. Al document també es fixaven els límits territorials on les disposicions tenien vigència, des de la parròquia de Romanyà de Sant Feliu de Guíxols fins a Santa Coloma de Farners, i des de Vilobí fins als termes dels castells de Tossa, Lloret i Blanes.

## Efectes
El document va definir les relacions del veïns amb el rei fins al 1324, i després va definir les relacions amb els Montcada. La importància que els veïns donaven al document s'evidencia per diversos esdeveniments. Per exemple, el 1304 representants dels tres nuclis van anar a Xàtiva per obtenir de Jaume II la confirmació del privilegi. I el 1344 Pere de Montcada va confirmar novament tots els privilegis. Diversos documents mostren que s'utilitzava amb freqüència entre els veïns, tant individuals com col·lectius. El 1317 els veïns de Llagostera van invocar el document contra el batlle de Solius que volia jutjar un veí. L'ús més recurrent fou el referent als conflictes per l'aprofitament dels recursos forestals entre els veïns de Llagostera i de Tossa.
El privilegi reial no fou oblidat, sinó que s'esgrimí amb èxit després de la Guerra del Francès de 1814 per a defensar que els llagosterencs poguessin anar a buscar llenya al bosc i sense èxit el 1820 per a defensar que Llagostera tingués un partit judicial propi. Un monument del 1982 a la plaça del Castell recorda el privilegi de 1241.